# كاي هيوز
كاي هيوز (بالإنجليزية: Kay Hughes)‏ هي ممثلة أمريكية، ولدت في 16 يناير 1914 في المملكة المتحدة، وتوفيت بنفس المكان في 4 أبريل 1998.

## وصلات خارجية
- كاي هيوز على موقع IMDb (الإنجليزية)
- كاي هيوز على موقع إن إن دي بي (الإنجليزية)
- كاي هيوز على موقع قاعدة بيانات الفيلم (الإنجليزية)